# ابوالعباس مرسی

نگاره‌ای از مسجد ابوالعباس مُرسی در اسکندریه مصر - ۲۰۱۷

ابوالعباس مُرسی (به عربی: أبو العباس المرسي) صوفی اهل مصر بود که در سال ۶۱۶ق در شهر مرسیه، مولد ابن عربی و ابن سبعین ولادت یافت و در سال ۶۸۶ق درگذشت.
ابوالعباس یکی از شاگردان و پیروان ابوالحسن شاذلی بود که شاذلی پیش از آنکه در سال ۶۵۶ دار فانی را وداع گوید وی را به جانشینی خود برگزید. وی در مصر طریقه شاذلیه را ترویج کرد و شمار زیادی بدو پیوستند.

## پیروان او
یکی از مشهورتری پیروان او بوصیری شاعر مصری بود که به سبب مدح پیامبر در سروده‌های خود خاصه قصیده ای به نام بُرده آوازه بسیار پیدا کرد. شیخ ابن عطاءالله اسکندری از دیگر مریدان ابوالعباس مرسی بود. وی بعد از ابوالعباس به عنوان سومین پیر شاذلیه در ترویج مشرب ابوالحسن شاذلی بسیار کوشید. ابن عطا در سیر تطور طریقه شاذلیه تقش مهمی ایفا کرد. وی از نخستین مشایخ شاذلیه است که با تصنیف کتابهای متعدد عقاید، تعالیم و آراء این طریقه را سامان بخشید و زمینه تعلیم و انتقال آنها را به دیگران بیش از گذشته فراهم ساخت. پیش از او ابوالحسن شاذلی ـ بنیانگذار این طریقه ـ و ابوالعباس مرسی ـ جانشین وی ـ کتاب و رساله ای تألیف نکردند و از خود هیچ تألیفی برجای نگذاشتند.